# ليز كيرشاو
ليز كيرشاو (بالإنجليزية: Liz Kershaw)‏ هي مقدمة برامج إذاعية بريطانية، ولدت في 30 يوليو 1958 في روتشديل في المملكة المتحدة.

## وصلات خارجية
- ليز كيرشاو على موقع IMDb (الإنجليزية)
- ليز كيرشاو على موقع ديسكوغز (الإنجليزية)